# Zoran Vulic
Zoran Vulić (Split, 4 de Outubro de 1961)  é um ex-futebolista croata, que atuava como zagueiro, atualmente técnico do Sheriff Tiraspol da Moldavia.

## Carreira
Nascido em Split, então parte da Republica da Iugoslávia, começou a jogar no Hajduk Split, onde fez 167 jogos marcando 25 gols. O sucesso pelo clube e pela seleção o levou para a Espanha para jogar pelo Mallorca e posteriormente à França para jogar pelo Nantes..
Vulic Retornou ao Hajduk em 1993, conquistando dois campeonatos croatas e uma copa nacional antes de se aposentar com 34 anos.
Vulić fez 25 jogos pela Iugoslávia, participando da Copa do Mundo de 1990 na Itália. 
Após a Independência da Croacia Vulic fez alguns jogos pela seleção recém formada.